# Wei He (vattendrag i Kina, Shandong, lat 37,13, long 119,50)
Wei He (kinesiska: 潍河) är ett vattendrag i Kina. Det ligger i provinsen Shandong, i den östra delen av landet, omkring 230 kilometer öster om provinshuvudstaden Jinan.
Genomsnittlig årsnederbörd är 712 millimeter. Den regnigaste månaden är juli, med i genomsnitt 275 mm nederbörd, och den torraste är januari, med 8 mm nederbörd.